# レオポルト1世 (リッペ侯)
レオポルト1世（ドイツ語: Leopold I.、1767年12月2日 - 1802年11月5日）は、リッペ＝デトモルト伯（在位：1782年 - 1789年）、後にリッペ侯（在位：1789年 - 1802年）。

## 生涯
リッペ＝デトモルト伯ジーモン・アウグストと2度目の妻マリア・レオポルディーネ・フォン・アンハルト＝デッサウの息子として、デトモルトで生まれた。
デッサウで教育を受けた後、18歳のときにライプツィヒ大学に進学した。1782年5月1日に父が死去すると、リッペ＝デトモルト伯を継承した。1789年にリッペ侯に昇格した。
1802年にデトモルトで死去、長男のレオポルトが後を継いだ。

## 家族
1796年1月2日、バレンシュテットでアンハルト＝ベルンブルク侯フリードリヒ・アルブレヒトの娘クリスティーネ・ヴィルヘルミーネ・フォン・アンハルト＝ベルンブルク（1769年2月23日 - 1820年12月29日）と結婚した。2人は息子を2人もうけた。
- レオポルト2世（1796年 デトモルト - 1851年 デトモルト）
- フリードリヒ（ドイツ語版）（1797年 デトモルト - 1854年 レムゴー）